# 基什西盖特
基什西盖特，是匈牙利佐洛州所辖的一个村，总面积7.07平方公里，总人口146，人口密度20.7人/平方公里（2010年1月1日）。